# Престон-Поттер-Голлоу (Нью-Йорк)
Престон-Поттер-Голлоу (англ. Preston-Potter Hollow) — переписна місцевість (CDP) в США, в окрузі Олбані штату Нью-Йорк. Населення — 367 осіб (2020).

## Географія
Престон-Поттер-Голлоу розташований за координатами 42°25′59″ пн. ш. 74°13′44″ зх. д. / 42.43306° пн. ш. 74.22889° зх. д. (42.433039, -74.228758).  За даними Бюро перепису населення США в 2010 році переписна місцевість мала площу 26,25 км², уся площа — суходіл.

## Демографія
Згідно з переписом 2010 року, у переписній місцевості мешкало 366 осіб у 148 домогосподарствах у складі 94 родин. Густота населення становила 14 осіб/км².  Було 256 помешкань (10/км²).
Расовий склад населення:
| - 97,0 % — білих - 1,4 % — чорних або афроамериканців - 0,3 % — азіатів |

До двох чи більше рас належало 1,4 %. Частка іспаномовних становила 0,8 % від усіх жителів.
За віковим діапазоном населення розподілялося таким чином: 25,4 % — особи молодші 18 років, 56,3 % — особи у віці 18—64 років, 18,3 % — особи у віці 65 років та старші. Медіана віку мешканця становила 42,0 року. На 100 осіб жіночої статі у переписній місцевості припадало 95,7 чоловіків;  на 100 жінок у віці від 18 років та старших — 100,7 чоловіків також старших 18 років.
Середній дохід на одне домашнє господарство  становив 59 159 доларів США (медіана — 50 875), а середній дохід на одну сім'ю — 62 238 доларів (медіана — 52 375). За межею бідності перебувало 7,9 % осіб, у тому числі 27,3 % дітей у віці до 18 років та 3,7 % осіб у віці 65 років та старших.
Цивільне працевлаштоване населення становило 185 осіб. Основні галузі зайнятості: будівництво — 32,4 %, освіта, охорона здоров'я та соціальна допомога — 18,9 %, роздрібна торгівля — 9,7 %, виробництво — 8,1 %.